# Fonema
Un fonema è un'unità linguistica dotata di valore distintivo, ossia un'unità che può produrre variazioni di significato se scambiata con un'altra unità: ad esempio, la differenza di significato tra l'italiano tetto e detto è il risultato dello scambio tra il fonema /t/ e il fonema /d/. Viceversa, tutte le realizzazioni della erre, compresa la cosiddetta "erre francese" ([ʁ], fricativa uvulare sonora), concorrono in italiano a veicolare lo stesso significato, cioè /r/ (non c'è insomma differenza di significato tra la resa [ʁoma] e [roma]). [ʁ] e [r] sono foni e precisamente allofoni del fonema /r/. Il fonema è, quindi, un'astrazione mentale, che categorizza singole realizzazioni articolatorie (i foni) secondo un unico significato.
I foni individuano la "qualità sonora delle parole", ma in quanto permettono di distinguere una parola da ogni altra essi hanno un carattere astratto e una funzione distintiva. Intesi in tal modo sono indicati come "fonemi".
Nelle lingue con alfabeti fonematici, ossia quegli alfabeti con corrispondenza grafema-fonema, le lettere dell'alfabeto sono la rappresentazione o trascrizione grafica di suoni (detti foni). Non sempre vi è corrispondenza univoca tra i foni e i grafemi (le lettere), l'inglese ne è un ottimo esempio. Anche in italiano, il cui alfabeto rappresenta apparentemente con ogni lettera un suono della lingua parlata, è caratterizzato da convenzioni del tutto arbitrarie: il grafema <gli> non deve essere letto come una serie di tre suoni; trattasi invece di un trigramma che corrisponde alla laterale palatale.
Secondo lo strutturalismo i fonemi rappresentano le unità minime di seconda articolazione, ossia le unità linguistiche più piccole e senza significato proprio, ma che combinate possono produrre unità aventi significato e funzione grammaticale propria, dette monemi o "unità di prima articolazione". Se prendiamo, ad esempio, la parola italiana parlo, la prima articolazione individua gli elementi parl e o. A questo livello vengono combinati significati. Al livello di seconda articolazione vengono combinati suoni: le unità della stessa parola sono dunque /p/, /a/, /r/, /l/ e /o/.
La disciplina che individua e studia i fonemi si chiama fonologia. I fonemi sono unità astratte: queste unità hanno come realizzazione i foni.

## Criterio delle coppie minime
Per individuare i vari fonemi di una data lingua, si usa generalmente il criterio della ricerca di coppie minime, ossia di due parole che si differenziano per un solo fonema (come nell'esempio sopra tetto e detto).
Per esempio, in italiano /p/ e /b/ sono due fonemi perché è presente la coppia minima 'pelle' - 'belle'. I fonemi si segnano tra barre oblique /.../ secondo le convenzioni della trascrizione fonemica. Per indicare una coppia di fonemi, si utilizza a volte il simbolo "~" posto tra i due fonemi, per esempio /p/ ~ /b/.
Gli inventari fonemici possono variare tantissimo da lingua a lingua: i vari sistemi possono contenere da 2 vocali (abcaso, almeno secondo alcune analisi fonologiche) a 55 (sedang) e da 6 consonanti (rotokas) a quasi 120 (!kung). Il numero totale di fonemi può variare da 10 nel pirahã, 11 nel rotokas (parlato in Papua-Nuova Guinea), 12 in hawaiano e 30 in serbo e italiano fino a 141 nello !Xũ (parlato in Africa meridionale, nel deserto del Kalahari), che rappresentano il primato mondiale attuale.

## Criterio dei tratti distintivi
Nell'esempio italiano precedente, /ˈpɛl.le/ e /ˈbɛl.le/ si differenziavano per due fonemi. Più precisamente si sarebbe potuto dire che i due fonemi, /p/ e /b/, si differenziavano per un solo tratto distintivo: la sonorità (= vibrazione delle pliche vocali) del primo segmento, assente in /p/ e presente in /b/. I tratti distintivi sono stati usati dalla Scuola di Praga, d'impostazione strutturalista, che ha dominato la linguistica per molti decenni.
Altri tratti distintivi sono il modo di articolazione, posizione della lingua e delle labbra, posizione del velo palatino.

## Allofoni
I fonemi sono unità astratte, ma sono realizzati concretamente come foni. Ogni fonema quindi ha la sua realizzazione in uno o più foni. I foni, che sono la realizzazione di un fonema, sono chiamati in fonologia allofoni di quel fonema.
Per esempio, il fonema /n/ in italiano è generalmente realizzato con l'allofono [n]: fonemicamente /ˈnano/, foneticamente [ˈnaːno]. Ma se è seguita da una consonante, la nasale /n/ assimila il luogo di articolazione della consonante successiva. Per esempio, se seguita da una consonante velare, il fonema /n/ è realizzato come velare [ŋ]: quindi, fonemicamente /anˈkora/, foneticamente [aŋˈkoːra].

## Il fonema nella grammatica generativa
Recentemente, la grammatica generativa, fondata dal linguista Noam Chomsky, ha offerto una teoria che permetterebbe di semplificare gli inventari fonemici delle lingue, in particolare con il libro The Sound Pattern of English (1968). Essa non ha ancora raggiunto un grado di completezza e di semplicità espositiva tale da essere confrontabile con le teorie tradizionali: tuttavia sembra importante il fatto che non trascuri l'interazione profonda che esiste tra fonologia e prosodia. Elementi fondamentali dell'analisi generativa della fonologia sono la sillaba, il piede e la parola fonologica. Studiosi che seguono questo metodo affermano di aver risolto alcuni enigmi linguistici come i tre gradi di lunghezza delle vocali estoni, che, tuttavia, potrebbero semplicemente esser descritti come /C/, /Cː/, /CːC/, con C consonante generica.

## Terapia fisica
La terapia fisica della impostazione dei fonemi viene eseguita dalla figura sanitaria logopedista la quale utilizza spesso la terapia a vibrazione locale.